# Rockhead
I Rockhead furono un gruppo pop metal fondato nel 1991 dal noto produttore/musicista Bob Rock.

## Storia
Il chitarrista Bob Rock ed il batterista Chris Taylor avevano già collaborato assieme nelle band new wave Payola$ e Rock N'Hyde, prima che quest'ultima si sciogliesse nel 1989. Rock decise di intraprendere l'attività di produttore discografico e in questo ruolo collaborò con diverse band di successo tra cui Mötley Crüe, Cher e Metallica, mantenendo però i contatti con Taylor senza perdere la voglia di comporre e suonare musica. Quindi Rock e Taylor si rivolsero a tre musicisti provenienti da Vancouver, Columbia Britannica, già attivi in alcune bar band del circuito, ovvero Steve Jack (voce), Jamey Kosh (basso) e John Webster (tastiere) nell'intento di avviare un nuovo progetto musicale. Webster era già noto nel circuito per essere un turnista rinomato, visto che proprio in quegli anni figurava in diversi album di artisti noti come Cher, Alice Cooper, The Cult, e molti altri. I Rockhead vennero fondati nel 1991 ed incisero il loro debutto discografico omonimo per la Capitol Records nel 1993. Dall'album venne estratto il singolo "Heartland", seguito da "Bed of Roses" e "Chelsea Rose". L'album vedeva inoltre la partecipazione di diversi ospiti, tra cui Richie Sambora dei Bon Jovi, Billy Duffy dei The Cult, Apache dei Little Caesar, e Kenny Greer dei Red Rider. Inoltre il brano "Hell's Back Door" venne scritto con il contributo di Billy Duffy, mentre il pezzo di chiusura, "A House of Cards", venne composto con la collaborazione di Jon Bon Jovi e dello stesso Sambora. Il gruppo suonò alcuni tour occasionali in supporto dell'album, alcuni al fianco dei Bon Jovi, prima di sciogliersi a causa del mancato successo, provocato dall'insorgere del movimento grunge. Bob Rock continuò a condurre la sua fiorente carriera di produttore, John Webster collaborerà con molti artisti tra cui Cinderella e Scorpions, e Chris Taylor avrà al suo attivo prestigiose apparizioni in alcuni lavori dei Cult, dei Gong e di Steve Hillage.

## Formazione
- Steven Jack - voce
- Bob Rock - chitarra
- Jamey Kosh - basso
- Chris Taylor - batteria
- John Webster - tastiere

## Discografia
- 1992 Rockhead

### Singoli
- 1993 "Heartland"
- 1993 "Bed of Roses"
- 1993 "Chelsea Rose"